# フリーダイビング

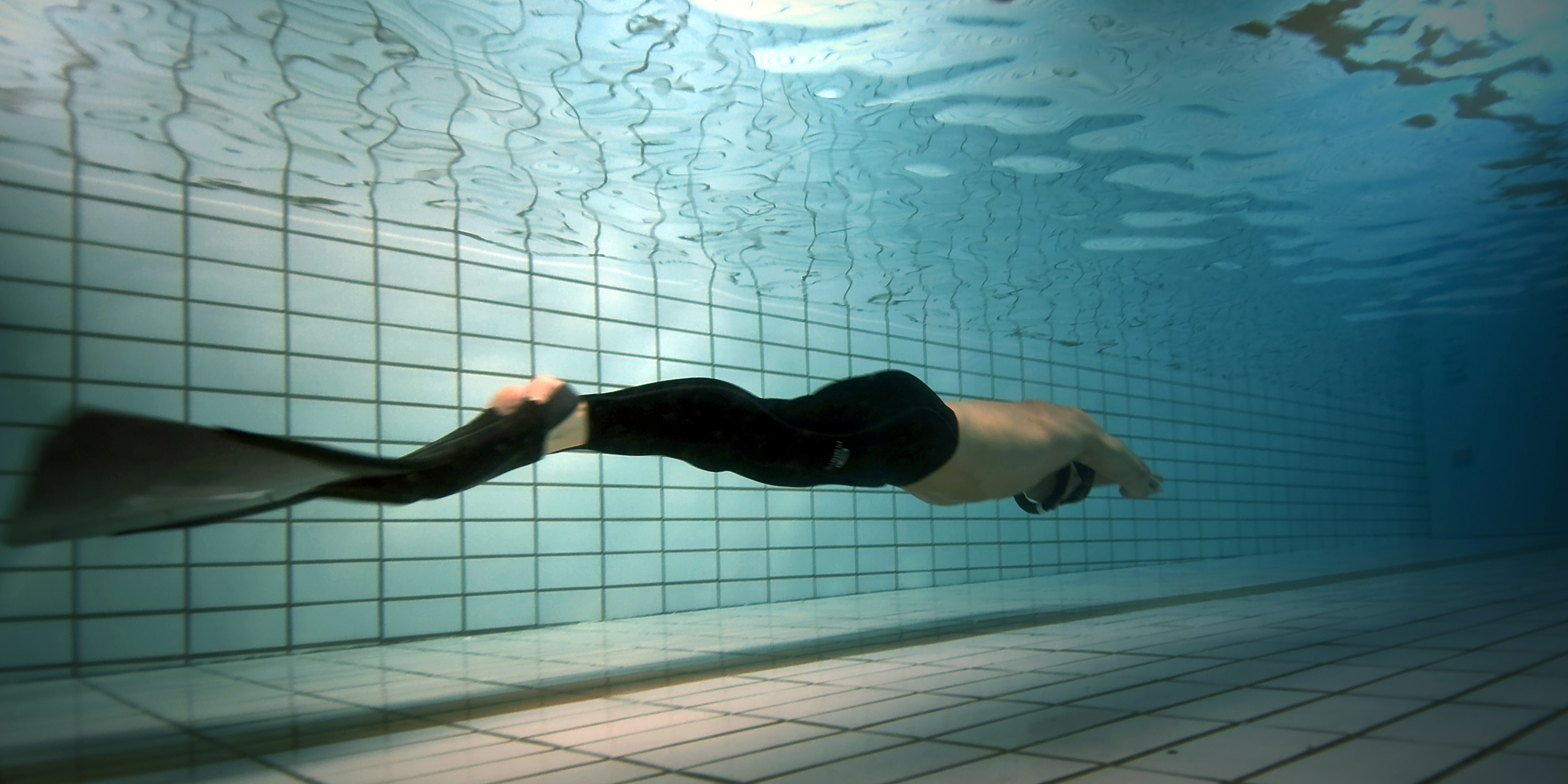
プールでモノフィンを用いて距離を競うダイナミック・アプネア・フィン有り（DYN）

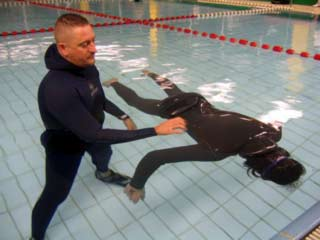
プールの水面で呼吸を止めている時間を競うスタティック・アプネア（STA）

フリーダイビング（英: freediving）とは、呼吸するための器材を使わないダイビングのうち、無呼吸状態で到達深度などを競う競技。アプネア（英: apnea, apnoea [ˈæpniə]）とも呼ぶ。

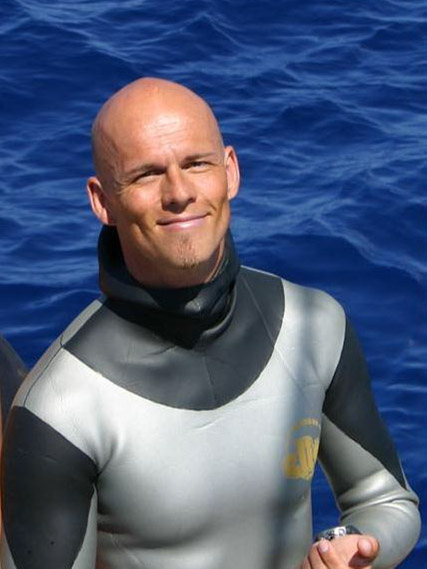
ヘルベルト・ニッチュ。AIDA Internationalが認定する8つのすべての分野の世界記録保持者。

## 特徴・定義
レクリエーションとして楽しむスノーケリング、スキンダイブとは異なり、器材を着けずに無呼吸状態において泳ぐ距離・潜る深度・無呼吸時間を競う競技をフリーダイビングと呼ぶ。
フリーダイビングは少なくとも3つの基本概念が、スキンダイビングやスノーケリングとは異なる。
1. より長い無呼吸状態により、より深い深度・距離・時間を競う競技性。
2. スポーツとしての身体的かつ精神的な達成感を強調する。
3. スノーケラー、スキンダイバー、スキューバダイバー用の器材とは異なる器材を使う事もあり、使用方法も異なる。

## 競技種目
競技として以下のものがある。

### プール種目
- スタティック・アプネア（STA）

呼吸を止め、水面に浮き、その時間を競う。世界記録は11分35秒。
- ダイナミック・アプネア・フィン無し（DNF）

呼吸を止め、フィンをつけること無く泳ぎ、水平に何メートル潜水できるかを競う。
- ダイナミック・アプネア・フィン有り（DYN）

呼吸を止め、フィンをつけて泳ぎ、水平に何メートル潜水できるかを競う。
- ダイナミック・アプネア・バイフィン有り（DYNB）

呼吸を止め、バイフィンをつけて泳ぎ、水平に何メートル潜水できるかを競う。モノフィンは禁止されている。

### 海洋種目
- コンスタント・ウェイト・フィン有り（CWT）

呼吸を止め、フィンをつけて自身の泳力だけで垂直に何メートル潜れるかを競う。潜水中、ウェイトの量を変えてはならない。またガイドロープをつたって潜降、浮上してはならない。
- コンスタント・ウェイト・バイフィン有り（CWTB）

呼吸を止め、バイフィンをつけて自身の泳力だけで垂直に何メートル潜れるかを競う。潜水中、ウェイトの量を変えてはならない。またガイドロープをつたって潜降、浮上してはならない。モノフィンは禁止されている。
- コンスタント・ウェイト・フィン無し（CNF）

呼吸を止め、フィンをつけることなく自身の泳力だけで垂直に何メートル潜れるかを競う。潜水中、ウェイトの量を変えてはならない。またガイドロープをつたって潜降、浮上してはならない。
- フリー・イマージョン（FIM）

呼吸を止め、フィンを装着せずにガイドロープをつたって垂直に何メートル潜れるかを競う。潜水中、ウェイトの量を変えてはならない。
- ヴァリアブル・ウェイト（VWT）

ザボーラという乗り物に乗って潜降し、ロープを手繰って浮上する、あるいはフィンで漕いで浮上する。潜水中、ウェイトの量を変えても良く、主に、細心部分にウェイトを含む機材から離脱して浮上する。
- ノー・リミッツ（NLT）

ザボーラという乗り物に乗って潜降し、浮上する。浮上にエアリフトなどを使用しても良い。また浮上にガイドロープをつたってたり、フィンで漕いで浮上してよい。

## フリーダイビングの生理学
一般的に息を止めて深くまで潜ると肺が締め付けられ、スクイズ（スクイーズ）と呼ばれる障害が発生する。肺にスクイズが発生した場合、胸壁から肺が剥離し、非可逆的な損傷を受ける。このため過去には、人間が息をこらえて潜る理論的な限界水深は30数メートル程度と言われていた。しかし、ジャック・マイヨールが1976年に-100mの素潜りに成功。2007年6月現在のノー・リミッツでの最高記録はヘルベルト・ニッチュの-214mである。現在では、閉息大深度潜水時には、水圧により腹部の内臓が横隔膜ごと肺の方向に押し上げられ、肺のスクイズを防ぎ、肺ならびに周辺組織の不可逆的損傷を防いでいることが明らかになっている。より深度を深めるためのテクニックが複数考案されている。

## 著名な選手
- ジャック・マイヨール
- エンゾ・マイオルカ
- ウンベルト・ペリッツァーリ（英語版）
- ヘルベルト・ニッチェ（英語版）
- ナタリア・モルチャノヴァ（英語版）
- アレクセイ・モルチャノフ（英語版）
- HANAKO
- 岡本美鈴
- 福田朋夏
- 高木唯
- 木下紗佑里
- 市原由利子